# Vibração torcional

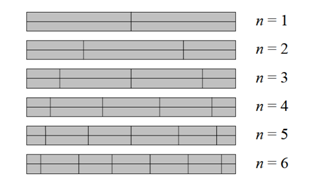
Modo de vibração torcional para uma barra de secção retangular, com as linhas nodais indicadas.

Com este modo de vibração é possível calcular o módulo de cisalhamento e em seguida o coeficiente de Poisson. 

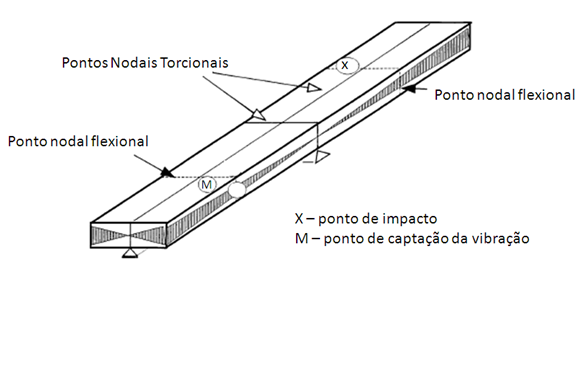
Barra retangular excitada para captação das frequências torcionais.

Uma barra apoiada livremente apresenta uma série de nós (locais cuja amplitude da onda é zero, ou seja, onde ocorrem interferências destrutivas) e anti-nós ou ventres (locais onde a amplitude atinge seu valor máximo, ou seja, apresentam interferência construtiva).
Para a menor frequência de ressonância chamada de frequência torcional fundamental (ou modo fundamental) temos um ponto nodal (amplitude zero) localizado no centro da barra, e os anti-nós (amplitude máxima) localizados nas extremidades.
Portanto, as frequências torcionais surgem quando um corpo de prova no formato de barra sofre um impacto fora do centro (onde temos um ponto nodal). 
Vários tipos de suportes são utilizados para apoiar corretamente os corpos de prova nos pontos nodais de acordo com sua geometria e tamanho e com auxílio de equações matemáticas e equipamentos modernos obtém-se o módulo de cisalhamento e coeficiente de Poisson com grande precisão.  